# American Basketball Association

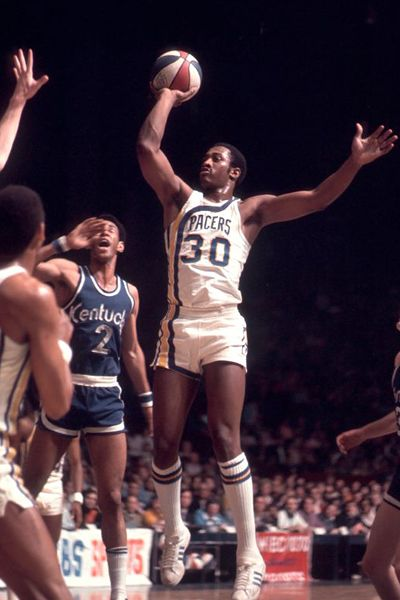
George McGinnis degli Indiana Pacers al tiro contro i Kentucky Colonels.

La American Basketball Association, comunemente nota come ABA, fu un'importante lega professionistica di pallacanestro degli Stati Uniti d'America attiva tra il 1967 e il 1976, quando si fuse con l'NBA.

## Storia
What the NBA now does with Michael Jordan, Larry Bird and Magic Johnson, the ABA was doing with players such as George McGinnis, George Gervin and myself.
In my mind, the NBA has just become a bigger version of the ABA. They play the style of game that we did. They sell their stars like we did. The only difference is that they have more resources and can do it on a much grander scale than we in the ABA ever could.»
(Julius Erving)
La ABA fu fondata il 2 febbraio 1967 da Dennis Murphy assieme a un gruppo di 12 investitori come lega di basket professionistico, in competizione con la già affermata e rivale National Basketball Association (NBA), che all'epoca era la lega di sport professionistico americana di più recente creazione e con meno storia, e già dalla prima stagione 1967-1968 l'ABA era composta da 11 squadre divise in due Division: la ABA Eastern Division e la ABA Western Division (nello stesso anno l'NBA aumentò le squadre da 10 a 12).
Le squadre disputarono 78 partite di regular season durante le prime due stagioni, e 84 durante le altre; le 8 squadre con i record migliori (4 per ogni Division) accedevano ai playoff con serie giocate al meglio delle 7 partite, e in 3 occasioni fu necessaria una partita di spareggio fra le squadre con lo stesso record di regular season al quarto posto per decidere chi si sarebbe qualificata per la postseason, mentre in un'occasione nel 1975 ci fu una gara di spareggio fra New York Nets e Kentucky Colonels per stabilire chi fosse la prima classificata della Eastern Division (Regular Season).
Le 2 squadre vincitrici nei play-off dei titoli dell'ABA Eastern Division (Playoffs) e dell'ABA Western Division (Playoffs) si incontravano poi nelle ABA Finals per determinare la squadra che avrebbe vinto il titolo ABA di quella stagione.
Solo in quattro stagioni vinsero il titolo ABA le squadre che avevano chiuso la regular season con il miglior record, ovvero i Pittsburgh Pipers (1967-1968), gli Oakland Oaks (1968-1969), gli Indiana Pacers (1969-1970) e i New York Nets (1973-1974).
Verso la fine di Gennaio di ogni anno si svolgeva l'ABA All-Star Game tra le due squadre composte dai migliori giocatori della Eastern Division e della Western Division.
La prima partita della storia ABA si svolse il 13 ottobre 1967 fra gli Anaheim Amigos (che diventeranno la stagione successiva i Los Angeles Stars) e gli Oakland Oaks e si concluse con il punteggio di 129 a 134 a favore degli Oaks.
La prima stagione terminò con la vittoria dei Pittsburgh Pipers, campioni della Eastern Division (Playoffs), guidati da Connie Hawkins MVP della Regular Season e anche dei Playoff, che vinsero il titolo sconfiggendo i vincitori della Western Division (Playoffs), i New Orleans Buccaneers di Doug Moe e Larry Brown per 4 gare a 3.
L'ABA diede subito la possibilità di giocare a grandi giocatori che erano stati squalificati a vita anni prima dall'NCAA e dall'NBA come Doug Moe, Connie Hawkins, Roger Brown e Tony Jackson; tra i grandi del passato presenti nella neonata lega oltre al Commissioner George Mikan, nel ruolo di allenatore si possono ricordare Jim Pollard con i Minnesota Muskies, Slater Martin con gli Houston Mavericks, Max Zaslofsky con i New Jersey Americans (in seguito New York Nets) e l'anno successivo Vern Mikkelsen con i Pipers, oltre a Cliff Hagan ai Dallas Chaparrals nel doppio ruolo di allenatore-giocatore.
Gli Indiana Pacers furono la squadra più vincente dell'ABA vincendo tre titoli e giocando 5 finali ABA in 9 stagioni, seguiti dai New York Nets che vinsero due titoli disputando 3 finali ABA, i Kentucky Colonels con un titolo vinto e 3 finali ABA e gli Utah Stars/Los Angeles Stars con un titolo e 3 finali ABA.

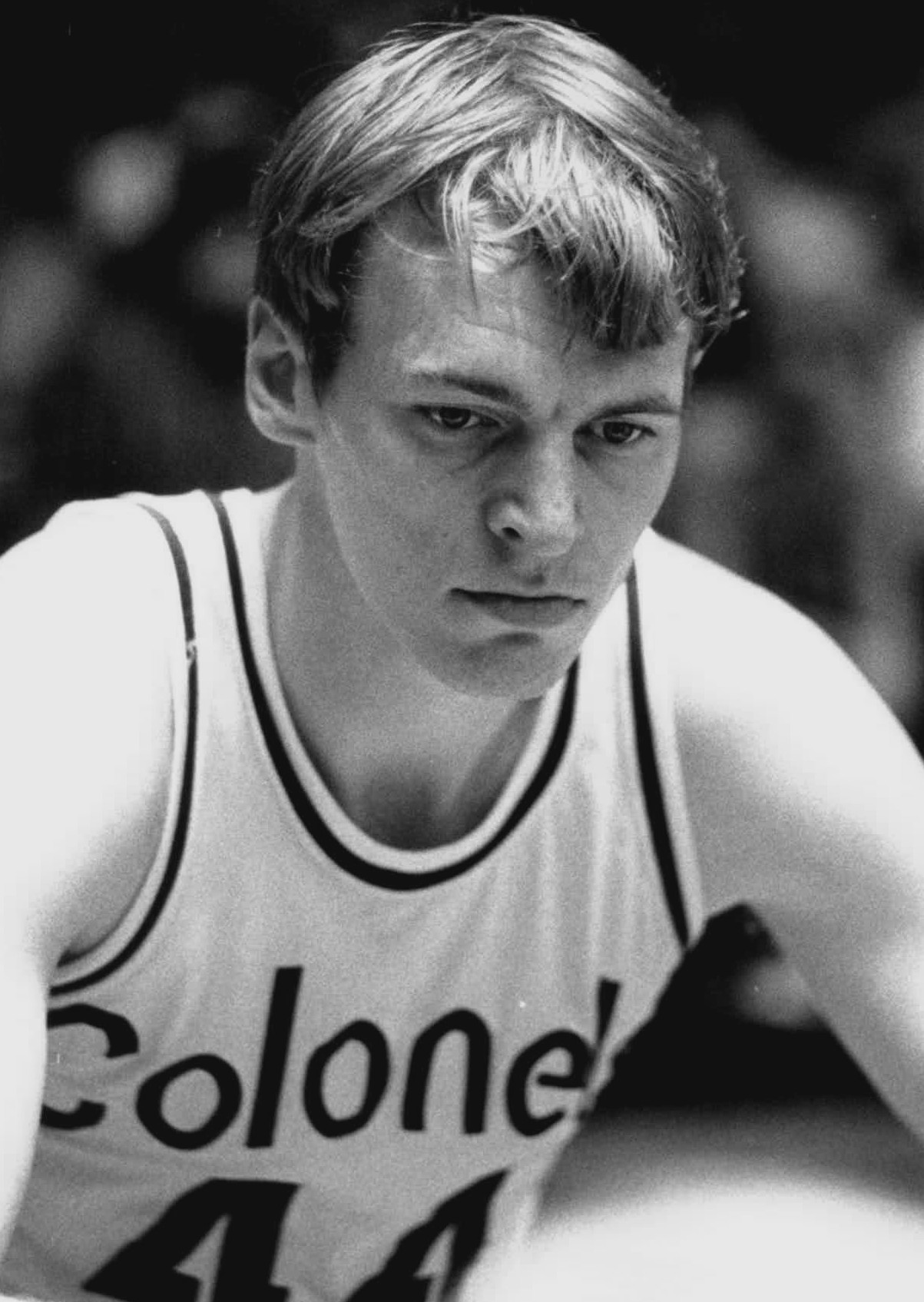
Dan Issel con la maglia dei Kentucky Colonels

I Pacers sono anche l'unica squadra ad aver vinto due titoli consecutivi, oltre ad essere l'unica franchigia ad aver vinto sia la ABA Eastern Division (Playoffs) che la ABA Western Division (Playoffs), rispettivamente 2 e 3 volte (avendo cambiato Division dopo la stagione 1969-1970).
Una delle più grandi rivalità della storia dell'ABA è stata quella fra Indiana Pacers e Kentucky Colonels due franchigie con sede rispettivamente a Indianapolis e a Louisville due città distanti circa 182 km collegate dalla Interstate 65, che saranno anche le uniche due squadre ad essersi qualificate per i playoff in tutte e nove le stagioni ABA e ad essersi incontrate nella postseason per 27 partite, oltre ad essere le sole che si sono trovate due volte nelle Finals ABA l'una contro l'altra nel 1973 e nel 1975: nella prima vinsero i Pacers dopo 7 partite, mentre nella seconda i Colonels ebbero la meglio per 4 gare a 1, riuscendo al terzo tentativo a vincere le Finals e il titolo ABA, con Artis Gilmore eletto come MVP dei playoff.
Nella stagione 1968-1969 le due squadre si trovarono per la prima volta contro nei playoff nelle semifinali della Eastern Division e dopo la vittoria in gara 1 ad Indianapolis dei Colonels, la serie si portava sul 3 a 1 per Kentucky, ma Indiana riuscì a vincere le tre partite finali passando il turno e ribaltando per la prima e unica volta nella storia dell'ABA una serie dove una squadra era in svantaggio per 3 gare a 1 (da ricordare che in gara 2 si era verificata una rissa fra giocatori delle due squadre che in seguito coinvolse anche alcuni tifosi presenti sugli spalti che inasprì ulteriormente la rivalità fra le due squadre).
Oltre a Indiana-Kentucky le serie più disputate nei playoff sono state quelle fra i Nets e i Colonels (17 partite più due spareggi), ma soprattutto quella fra Pacers e Stars, che si sono affrontate per 5 anni consecutivamente per un totale di 33 partite di postseason: la prima durante le Finals ABA 1970 vinta contro i Los Angeles Stars per 4 gare a 2, e poi (dopo il passaggio a Ovest dei Pacers e a Salt Lake City dei loro avversari) in quattro Finali di Division consecutive, in cui in tre occasioni si dovette arrivare fino a gara 7 e in una a gara 6: nel 1972 e 1973 ebbero la meglio i Pacers, nel 1971 e nel 1974 gli Utah Stars.

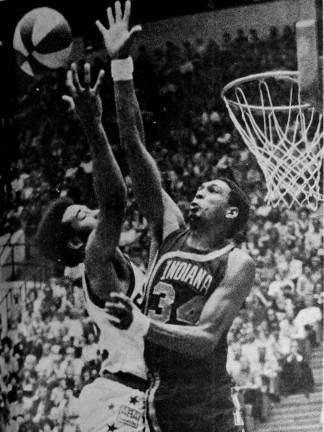
Willie Wise e Mel Daniels in un classico Utah Stars vs. Indiana Pacers della Western Division

La squadra di Indianapolis, a differenza di altre franchigie, poté contare su una maggiore stabilità e continuità a partire da Bobby Leonard che per otto anni e mezzo fu l'allenatore dei Pacers in ABA, poi l'avere uno zoccolo duro di giocatori che restarono ognuno dai 4 ai 7 anni: Roger Brown, Freddie Lewis, Bob Netolicky erano già presenti nel 1967 a cui si aggiunse l'anno successivo un altro futuro Hall of Famer Mel Daniels e poi Bill Keller nel 1969, e dopo la vittoria del primo titolo a questo gruppo si unirono George McGinnis e Darnell Hillman conseguendo altri due titoli ABA nel 1972 e 1973.

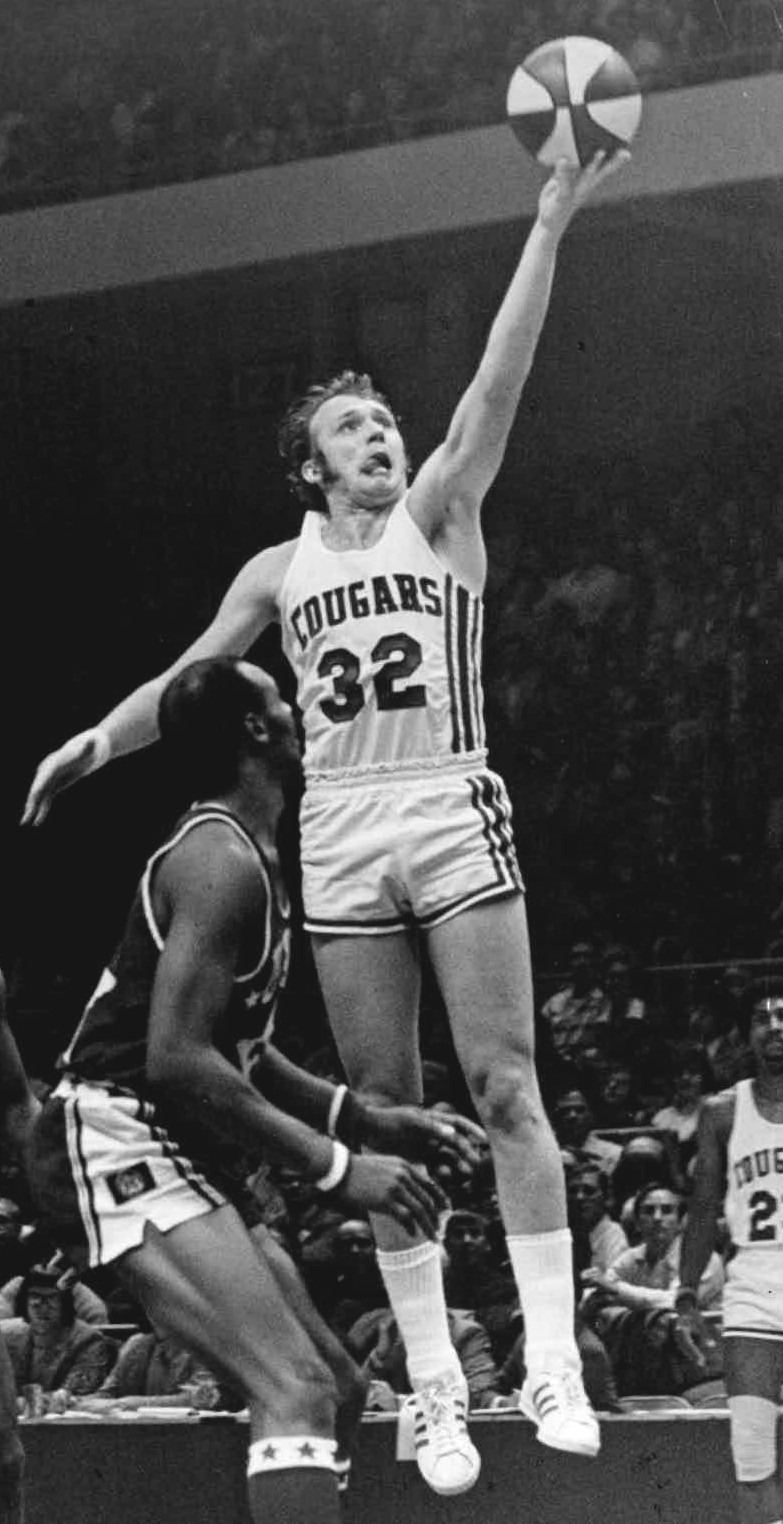
Billy Cunningham con i Carolina Cougars, eletto come Most Valuable Player della stagione 1972-1973

I Kentucky Colonels, allenati da Gene Rhodes nelle prime tre stagioni, poterono contare sulla migliore coppia di tiratori esistenti ovvero Louie Dampier e Darel Carrier, in grado di sfruttare al massimo il tiro da 3 introdotto in ABA, precorrendo di parecchi decenni lo sviluppo futuro della pallacanestro; entrambi misero a segno oltre 20 punti di media a partita ma, mentre Carrier tirava con una più alta percentuale da 3 (38% in carriera) Dampier tirava un maggior numero di tiri da 3, arrivando a 7 triple tentate di media a partita nella stagione 1968-1969, realizzando 199 e 198 tiri da tre nelle stagioni 1968-1969 e 1969-1970, record che resterà imbattuto anche in NBA fino al 2001. Negli anni seguenti i Colonels dopo aver cambiato allenatore e aver ingaggiato probabilmente la migliore coppia di lunghi della storia ABA, Dan Issel e Artis Gilmore, cambieranno il loro gioco riducendo di molto la centralità del tiro da 3 punti.
Nel 1967 l'acquisto di Rick Barry, fresco finalista NBA con i San Francisco Warriors, da parte degli Oakland Oaks fece scalpore e, nonostante un giudice bloccò per un anno la possibilità per lui di giocare in ABA, fu un primo segnale del cambiamento sulla percezione della nuova federazione; oltre a Cliff Hagan che era ai Dallas Chaparrals nel ruolo di giocatore-allenatore dal 1967, seguirono nel 1970 Joe Caldwell, nel 1971 Zelmo Beaty agli Utah Stars e nel 1972 Billy Cunningham ai Carolina Cougars.
Altri grandi giocatori faranno il percorso inverso andando in NBA come Connie Hawkins che nel 1969 passò ai Phoenix Suns, nel 1971 Spencer Haywood ai Seattle SuperSonics e nel 1972 Charlie Scott sempre ai Suns.
Proprio gli Oakland Oaks allenati da Alex Hannum, già 2 volte campione NBA con 2 squadre diverse, vinsero il titolo ABA nel 1969 anche senza Rick Barry infortunatosi gravemente a metà stagione, dopo aver concluso la Regular Season con un record di 60-18, sconfiggendo nei playoff i Denver Rockets in 7 partite, i New Orleans Buccaneers in 4 e i Pacers in finale in 5, trascinati da Warren Jabali che concluse le Finals con 33,2 punti e 12,4 rimbalzi di media a partita con il titolo di MVP dei Playoff, diventando la prima squadra della costa Ovest a vincere un campionato nella storia del basket professionistico americano.
L'ABA ingaggiò anche quattro tra i migliori arbitri dell'NBA offrendo loro un ingaggio molto maggiore: Earl Strom, John Vanak, Norm Drucker e Joe Gushue, contribuendo così ad aumentare i compensi per tutta la categoria, così come era successo con i contratti dei giocatori ABA e indirettamente NBA.

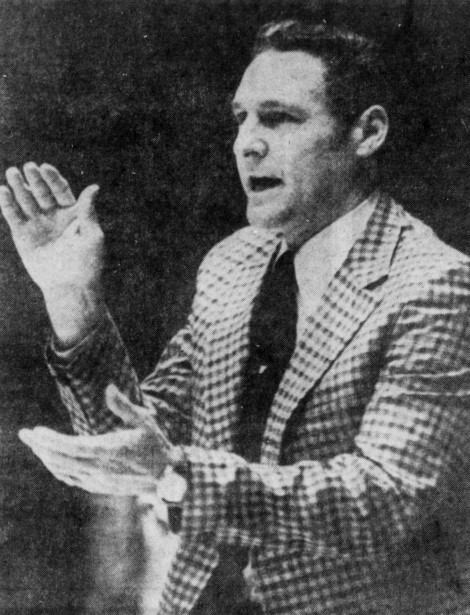
Bill Sharman ha allenato i Los Angeles Stars/Utah Stars dal 1968 al 1971

Gli Utah Stars allenati da Bill Sharman la cui squadra comprendeva Willie Wise, Red Robbins Ron Boone e che poteva finalmente schierare Zelmo Beaty reduce da una stagione in cui non aveva potuto giocare a Los Angeles per controversie legali legate alle clausole presenti nei contratti con l'NBA (come era successo a Rick Barry) riuscì a vincere il titolo del 1971 sconfiggendo Kentucky in 7 partite e riuscendo a portare per la prima, e ad oggi unica volta, un titolo di campione a Salt Lake City.
Rick Barry, che aveva maldigerito lo spostamento della franchigia di Oakland prima a Washington e poi in Virginia, era stato scambiato a New York e nella sua seconda stagione ai New York Nets avrà l'occasione di giocare una finale ABA nel 1972 dove verrà però sconfitto dai Pacers al loro secondo titolo, nell'unico scontro fra le due squadre nella storia dei Playoff ABA; in precedenza i Nets guidati dallo storico allenatore della St. John's University Lou Carnesecca avevano eliminato al primo turno i Colonels di Artis Gilmore, Dan Issel e Louie Dampier, che arrivavano dal miglior record di sempre ABA nella Regular Season (68-16), in 6 partite in una delle più grandi sorprese della storia del basket professionistico americano, e poi nella finale della Eastern Division avevano eliminato in gara 7 i Virginia Squires di Julius Erving alla sua prima stagione in ABA.
I San Diego Conquistadors dopo aver tentato inutilmente di convincere Bill Walton ad abbandonare anticipatamente UCLA per giocare come professionista nella squadre della sua città, il 26 Settembre 1973 fecero firmare a Wilt Chamberlain un contratto da giocatore-allenatore per 600.000 $ all'anno per 3 anni (circa il doppio di quanto veniva pagato dai Lakers precedentemente).
I Lakers denunciarono il loro ex giocatore, proibendogli di giocare perché nel contratto biennale firmato nel 1971 c'era un'opzione per un altro anno se Chamberlain non avesse firmato un nuovo contratto proposto dai Lakers.
Il 10 ottobre 1973, giorno della prima partita stagionale dei Q's, un giudice stabilì che Chamberlain poteva allenare ma non giocare per squadre diverse dai Lakers per la stagione 1973-1974.

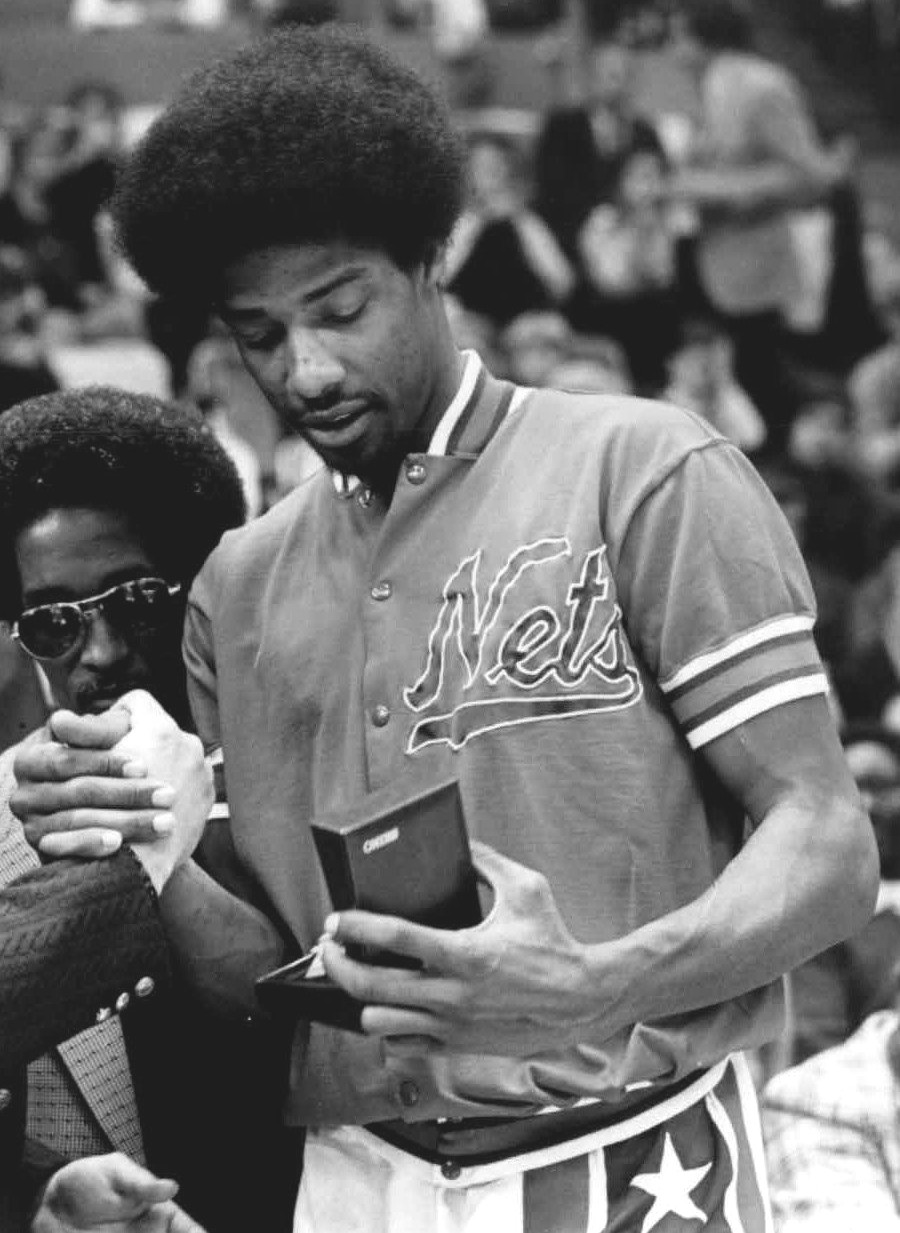
Julius Erving, "Dr.J"

Chamberlain, che si diceva convinto che questa sua scelta avrebbe accelerato la fusione fra ABA e NBA, non potendo giocare delegò la maggior parte dei compiti di allenatore al suo assistente Stan Albeck, e a fine stagione lasciò il mondo del basket professionistico in seguito a una regular season terminata con un record di 37-47, e dopo che la sua squadra fu eliminata dai Playoff in 6 gare dagli Utah Stars, squadra che dopo aver battuto anche i Pacers verrà sconfitta in finale ABA di quell'anno dai New York Nets guidati da Julius Erving che con un record di 12-2 nella postseason, il migliore di sempre nella storia dell'ABA, vinceranno il loro primo titolo ABA.
I Nets allenati da Kevin Loughery,
oltre a Dr.J a Billy Paultz e Bill Melchionni avevano una squadra giovane composta da Brian Taylor vincitore del Rookie dell'anno nella stagione precedente, Larry Kenon e John Williamson tutti e due inseriti nell'ABA All-Rookie Team (l'età media del quintetto titolare nel 1974 era di 22,6 anni, la più bassa di tutto il basket professionistico).
La stagione 1974-1975 vide i Nets campioni in carica venire eliminati a sorpresa nei playoff per 4 gare a 1 dagli Spirits of St. Louis guidati dal 3 volte campione ABA Freddie Lewis, dal Rookie dell'anno Marvin Barnes e da Maurice Lucas al suo primo anno da professionista: St.Louis, anche a seguito dell'infortunio in gara 4 di Freddie Lewis, non riuscirà ad avere la meglio nella finale di Division sui Kentucky Colonels allenati da Hubie Brown, che poi andranno a vincere il loro primo titolo ABA sconfiggendo i Pacers di George McGinnis e Billy Knight in finale.
Julius Erving, che oltre ai titoli di miglior marcatore e di MVP, era diventato il giocatore più rappresentativo e spettacolare della lega e non solo, guidò i Nets nell'ultima stagione della ABA 1975-1976 al loro secondo titolo in 3 anni, con grandi prestazioni nella serie vinta per 4 a 3 contro i San Antonio Spurs del suo ex compagno di squadra agli Squires George Gervin e soprattutto nelle Finals vinte contro i Denver Nuggets allenati da Larry Brown con David Thompson, Ralph Simpson, Dan Issel e Bobby Jones dati da tutti come i grandi favoriti, ma sconfitti per 4 gare a 2, chiudendo le ABA Finals 1976 con medie da 37.7 punti, 14.2 rimbalzi, 6 assist, 3 palle rubate e 2.2 stoppate.

## Lista dei team ABA
Delle 11 squadre presenti durante la prima stagione ABA solo i Kentucky Colonels e gli Indiana Pacers rimasero per tutte e nove le stagioni senza traslocare e/o cambiare nome oppure venire sciolti.
I Denver Rockets/Nuggets era stato previsto giocassero a Kansas City, ma vennero trasferiti a Denver senza aver giocato neanche una partita a Kansas City a causa della mancanza di un'arena adatta.
L'unica nuova franchigia creata in ABA dopo il 1967 fu quella dei San Diego Conquistadors nel 1972, nello stesso anno in cui cessarono di esistere i Pittsburgh Pipers e i Miami Floridians e i cui giocatori furono resi disponibili alle quattro squadre con il peggior record della lega nella stagione precedente.
Oltre alle 4 squadre che confluirono in NBA, 8 città/mercati delle altre 26 squadre attualmente in NBA hanno avuto squadre ABA prima di quelle attualmente esistenti: Salt Lake City, Dallas, Houston, Miami, New Orleans, Memphis, Minnesota e Charlotte.
| Franchigia                                                         | Nomi Squadre                       | Anni      | Post ABA e NBA |
| ------------------------------------------------------------------ | ---------------------------------- | --------- | --- |
| Anaheim Amigos/ Los Angeles Stars/ Utah Stars                      | Anaheim Amigos                     | 1967–1968 | Sciolta nella stagione 1975/1976. (in NBA i New Orleans Jazz creati nel 1974 vengono trasferiti a Salt Lake City come Utah Jazz nel 1979). |
| Anaheim Amigos/ Los Angeles Stars/ Utah Stars                      | Los Angeles Stars                  | 1968–1970 | Sciolta nella stagione 1975/1976. (in NBA i New Orleans Jazz creati nel 1974 vengono trasferiti a Salt Lake City come Utah Jazz nel 1979). |
| Anaheim Amigos/ Los Angeles Stars/ Utah Stars                      | Utah Stars                         | 1970–1976 | Sciolta nella stagione 1975/1976. (in NBA i New Orleans Jazz creati nel 1974 vengono trasferiti a Salt Lake City come Utah Jazz nel 1979). |
| Dallas Chaparrals/ Texas Chaparrals/ San Antonio Spurs             | Dallas Chaparrals                  | 1967–1970 | in NBA dal 1976 come San Antonio Spurs (l'NBA ha creato una squadra a Dallas, i Dallas Mavericks nel 1980). |
| Dallas Chaparrals/ Texas Chaparrals/ San Antonio Spurs             | Texas Chaparrals                   | 1970–1971 | in NBA dal 1976 come San Antonio Spurs (l'NBA ha creato una squadra a Dallas, i Dallas Mavericks nel 1980). |
| Dallas Chaparrals/ Texas Chaparrals/ San Antonio Spurs             | Dallas Chaparrals                  | 1971–1973 | in NBA dal 1976 come San Antonio Spurs (l'NBA ha creato una squadra a Dallas, i Dallas Mavericks nel 1980). |
| Dallas Chaparrals/ Texas Chaparrals/ San Antonio Spurs             | San Antonio Spurs                  | 1973–1976 | in NBA dal 1976 come San Antonio Spurs (l'NBA ha creato una squadra a Dallas, i Dallas Mavericks nel 1980). |
| Denver Rockets/ Denver Nuggets                                     | Denver Larks                       | 1967      | in NBA dal 1976 come Denver Nuggets |
| Denver Rockets/ Denver Nuggets                                     | Denver Rockets                     | 1967–1974 | in NBA dal 1976 come Denver Nuggets |
| Denver Rockets/ Denver Nuggets                                     | Denver Nuggets                     | 1974–1976 | in NBA dal 1976 come Denver Nuggets |
| Houston Mavericks/ Carolina Cougars/ Spirits of St. Louis          | Houston Mavericks                  | 1967–1969 | Sciolta nel 1976 dietro pagamento ai proprietari anche di una quota dei ricavi dei diritti televisivi delle quattro franchigie ammesse in NBA indefinitivamente, come stabilito negli accordi di fusione, non rientrando tra le 4 squadre ammesse in NBA (in NBA i San Diego Rockets sono stati trasferiti a Houston come Houston Rockets nel 1971) (l'NBA ha aggiunto una franchigia a Charlotte, i Charlotte Hornets nel 1988). |
| Houston Mavericks/ Carolina Cougars/ Spirits of St. Louis          | Carolina Cougars                   | 1969–1974 | Sciolta nel 1976 dietro pagamento ai proprietari anche di una quota dei ricavi dei diritti televisivi delle quattro franchigie ammesse in NBA indefinitivamente, come stabilito negli accordi di fusione, non rientrando tra le 4 squadre ammesse in NBA (in NBA i San Diego Rockets sono stati trasferiti a Houston come Houston Rockets nel 1971) (l'NBA ha aggiunto una franchigia a Charlotte, i Charlotte Hornets nel 1988). |
| Houston Mavericks/ Carolina Cougars/ Spirits of St. Louis          | Spirits of St. Louis               | 1974–1976 | Sciolta nel 1976 dietro pagamento ai proprietari anche di una quota dei ricavi dei diritti televisivi delle quattro franchigie ammesse in NBA indefinitivamente, come stabilito negli accordi di fusione, non rientrando tra le 4 squadre ammesse in NBA (in NBA i San Diego Rockets sono stati trasferiti a Houston come Houston Rockets nel 1971) (l'NBA ha aggiunto una franchigia a Charlotte, i Charlotte Hornets nel 1988). |
| Indiana Pacers                                                     | Indiana Pacers                     | 1967–1976 | in NBA dal 1976 come Indiana Pacers |
| Kentucky Colonels                                                  | Kentucky Colonels                  | 1967–1976 | Sciolta nel 1976 dietro pagamento al proprietario della franchigia come stabilito negli accordi di fusione, non rientrando tra le 4 squadre ammesse in NBA |
| Minnesota Muskies/ Miami Floridians/ The Floridians                | Minnesota Muskies                  | 1967–1968 | Sciolta nel 1972 (l'NBA ha aggiunto una squadra a Miami, i Miami Heat nel 1988) (l'NBA ha aggiunto una squadra in Minnesota, i Minnesota Timberwolves nel 1989). |
| Minnesota Muskies/ Miami Floridians/ The Floridians                | Miami Floridians                   | 1968–1970 | Sciolta nel 1972 (l'NBA ha aggiunto una squadra a Miami, i Miami Heat nel 1988) (l'NBA ha aggiunto una squadra in Minnesota, i Minnesota Timberwolves nel 1989). |
| Minnesota Muskies/ Miami Floridians/ The Floridians                | The Floridians                     | 1970–1972 | Sciolta nel 1972 (l'NBA ha aggiunto una squadra a Miami, i Miami Heat nel 1988) (l'NBA ha aggiunto una squadra in Minnesota, i Minnesota Timberwolves nel 1989). |
| New Jersey Americans/ New York Nets                                | New York Americans                 | 1967      | in NBA dal 1976 come New York Nets (dal 1977 come New Jersey Nets e dal 2012 come Brooklyn Nets). |
| New Jersey Americans/ New York Nets                                | New Jersey Americans               | 1967–1968 | in NBA dal 1976 come New York Nets (dal 1977 come New Jersey Nets e dal 2012 come Brooklyn Nets). |
| New Jersey Americans/ New York Nets                                | New York Nets                      | 1968–1976 | in NBA dal 1976 come New York Nets (dal 1977 come New Jersey Nets e dal 2012 come Brooklyn Nets). |
| New Orleans Buccaneers/ Memphis Pros/ Memphis Tams/ Memphis Sounds | New Orleans Buccaneers             | 1967–1970 | Sciolta nel 1975 (l'NBA ha creato una squadra a New Orleans, i New Orleans Jazz nel 1974 che verranno trasferiti a Salt Lake City come Utah Jazz nel 1979) (l'NBA ha ricollocato i Charlotte Hornets nel 2002 a New Orleans come New Orleans Hornets, oggi New Orleans Pelicans) (l'NBA ha ricollocato i Vancouver Grizzlies nel 2001 a Memphis come Memphis Grizzlies).                                                          |
| New Orleans Buccaneers/ Memphis Pros/ Memphis Tams/ Memphis Sounds | Louisiana Buccaneers               | 1970      | Sciolta nel 1975 (l'NBA ha creato una squadra a New Orleans, i New Orleans Jazz nel 1974 che verranno trasferiti a Salt Lake City come Utah Jazz nel 1979) (l'NBA ha ricollocato i Charlotte Hornets nel 2002 a New Orleans come New Orleans Hornets, oggi New Orleans Pelicans) (l'NBA ha ricollocato i Vancouver Grizzlies nel 2001 a Memphis come Memphis Grizzlies).                                                          |
| New Orleans Buccaneers/ Memphis Pros/ Memphis Tams/ Memphis Sounds | Memphis Pros                       | 1970–1972 | Sciolta nel 1975 (l'NBA ha creato una squadra a New Orleans, i New Orleans Jazz nel 1974 che verranno trasferiti a Salt Lake City come Utah Jazz nel 1979) (l'NBA ha ricollocato i Charlotte Hornets nel 2002 a New Orleans come New Orleans Hornets, oggi New Orleans Pelicans) (l'NBA ha ricollocato i Vancouver Grizzlies nel 2001 a Memphis come Memphis Grizzlies).                                                          |
| New Orleans Buccaneers/ Memphis Pros/ Memphis Tams/ Memphis Sounds | Memphis Tams                       | 1972–1974 | Sciolta nel 1975 (l'NBA ha creato una squadra a New Orleans, i New Orleans Jazz nel 1974 che verranno trasferiti a Salt Lake City come Utah Jazz nel 1979) (l'NBA ha ricollocato i Charlotte Hornets nel 2002 a New Orleans come New Orleans Hornets, oggi New Orleans Pelicans) (l'NBA ha ricollocato i Vancouver Grizzlies nel 2001 a Memphis come Memphis Grizzlies).                                                          |
| New Orleans Buccaneers/ Memphis Pros/ Memphis Tams/ Memphis Sounds | Memphis Sounds                     | 1974–1975 | Sciolta nel 1975 (l'NBA ha creato una squadra a New Orleans, i New Orleans Jazz nel 1974 che verranno trasferiti a Salt Lake City come Utah Jazz nel 1979) (l'NBA ha ricollocato i Charlotte Hornets nel 2002 a New Orleans come New Orleans Hornets, oggi New Orleans Pelicans) (l'NBA ha ricollocato i Vancouver Grizzlies nel 2001 a Memphis come Memphis Grizzlies).                                                          |
| New Orleans Buccaneers/ Memphis Pros/ Memphis Tams/ Memphis Sounds | Baltimore Hustlers/Baltimore Claws | 1975      | Sciolta nel 1975 (l'NBA ha creato una squadra a New Orleans, i New Orleans Jazz nel 1974 che verranno trasferiti a Salt Lake City come Utah Jazz nel 1979) (l'NBA ha ricollocato i Charlotte Hornets nel 2002 a New Orleans come New Orleans Hornets, oggi New Orleans Pelicans) (l'NBA ha ricollocato i Vancouver Grizzlies nel 2001 a Memphis come Memphis Grizzlies).                                                          |
| Oakland Oaks/ Washington Capitals/ Virginia Squires                | Oakland Americans                  | 1967      | Sciolta nel 1976, un mese prima degli accordi di fusione con l'NBA (l'NBA ha ricollocato i San Francisco Warriors a Oakland come Golden State Warriors nel 1971) (l'NBA ha ricollocato i Baltimore Bullets a Washington come Capital Bullets nel 1973, oggi Washington Wizards). |
| Oakland Oaks/ Washington Capitals/ Virginia Squires                | Oakland Oaks                       | 1967–1969 | Sciolta nel 1976, un mese prima degli accordi di fusione con l'NBA (l'NBA ha ricollocato i San Francisco Warriors a Oakland come Golden State Warriors nel 1971) (l'NBA ha ricollocato i Baltimore Bullets a Washington come Capital Bullets nel 1973, oggi Washington Wizards). |
| Oakland Oaks/ Washington Capitals/ Virginia Squires                | Washington Capitals                | 1969–1970 | Sciolta nel 1976, un mese prima degli accordi di fusione con l'NBA (l'NBA ha ricollocato i San Francisco Warriors a Oakland come Golden State Warriors nel 1971) (l'NBA ha ricollocato i Baltimore Bullets a Washington come Capital Bullets nel 1973, oggi Washington Wizards). |
| Oakland Oaks/ Washington Capitals/ Virginia Squires                | Virginia Squires                   | 1970–1976 | Sciolta nel 1976, un mese prima degli accordi di fusione con l'NBA (l'NBA ha ricollocato i San Francisco Warriors a Oakland come Golden State Warriors nel 1971) (l'NBA ha ricollocato i Baltimore Bullets a Washington come Capital Bullets nel 1973, oggi Washington Wizards). |
| Pittsburgh Pipers/ Minnesota Pipers/ Pittsburgh Condors            | Pittsburgh Pipers                  | 1967–1968 | Sciolta nel 1972 (l'NBA ha aggiunto una squadra in Minnesota, i Minnesota Timberwolves nel 1989). |
| Pittsburgh Pipers/ Minnesota Pipers/ Pittsburgh Condors            | Minnesota Pipers                   | 1968–1969 | Sciolta nel 1972 (l'NBA ha aggiunto una squadra in Minnesota, i Minnesota Timberwolves nel 1989). |
| Pittsburgh Pipers/ Minnesota Pipers/ Pittsburgh Condors            | Pittsburgh Pipers                  | 1969–1970 | Sciolta nel 1972 (l'NBA ha aggiunto una squadra in Minnesota, i Minnesota Timberwolves nel 1989). |
| Pittsburgh Pipers/ Minnesota Pipers/ Pittsburgh Condors            | Pittsburgh Condors                 | 1970–1972 | Sciolta nel 1972 (l'NBA ha aggiunto una squadra in Minnesota, i Minnesota Timberwolves nel 1989). |
| San Diego Conquistadors/ San Diego Sails                           | San Diego Conquistadors            | 1972–1975 | Sciolta nel 1975 (in NBA a San Diego dal 1967 al 1971 c'erano i San Diego Rockets, oggi Houston Rockets, e dal 1978 al 1984 i San Diego Clippers, oggi Los Angeles Clippers). |
| San Diego Conquistadors/ San Diego Sails                           | San Diego Sails                    | 1975      | Sciolta nel 1975 (in NBA a San Diego dal 1967 al 1971 c'erano i San Diego Rockets, oggi Houston Rockets, e dal 1978 al 1984 i San Diego Clippers, oggi Los Angeles Clippers). |

Durante l'ultima stagione ABA 1975-1976, a seguito della riduzione delle squadre a 9, che divennero poi 7 durante il torneo, venne abbandonato la suddivisione per Division.

## Albo d'oro del campionato ABA
|  | Membro del Naismith Memorial Basketball Hall of Fame come giocatore                   |
|  | Membro del Naismith Memorial Basketball Hall of Fame come allenatore                  |
|  | Membro del Naismith Memorial Basketball Hall of Fame come giocatore e come allenatore |
|  | Membro del Naismith Memorial Basketball Hall of Fame come contributore                |

| Stagione  | Campioni Western Division (Playoffs) | Serie | Campioni Eastern Division (Playoffs) | Miglior Record in Regular Season | MVP Playoffs                      |
| 1967-1968 | N.O. Buccaneers                      | 3-4   | Pittsburgh Pipers                    | Pittsburgh Pipers (54-24)        | Connie Hawkins, Pittsburgh Pipers |
| 1968-1969 | Oakland Oaks                         | 4-1   | Indiana Pacers                       | Oakland Oaks (60-18)             | Warren Jabali, Oakland Oaks       |
| 1969-1970 | L.A. Stars                           | 2–4   | Indiana Pacers                       | Indiana Pacers (59-25)           | Roger Brown, Indiana Pacers       |
| 1970-1971 | Utah Stars                           | 4–2   | Kentucky Colonels                    | Indiana Pacers (58-26)           | Zelmo Beaty, Utah Stars           |
| 1971-1972 | Indiana Pacers                       | 4–2   | N.Y. Nets                            | Kentucky Colonels (68-16)        | Freddie Lewis, Indiana Pacers     |
| 1972-1973 | Indiana Pacers                       | 4–3   | Kentucky Colonels                    | Carolina Cougars (57-27)         | George McGinnis, Indiana Pacers   |
| 1973-1974 | Utah Stars                           | 1–4   | N.Y. Nets                            | N.Y. Nets (55-29)                | Julius Erving, New York Nets      |
| 1974-1975 | Indiana Pacers                       | 1–4   | Kentucky Colonels                    | Denver Nuggets (65-19)           | Artis Gilmore, Kentucky Colonels  |

Durante l'ultima stagione ABA 1975-1976, a seguito della riduzione delle squadre a 9, che divennero poi 7 durante il torneo, venne abbandonato la suddivisione a 2 Division in favore di un'unica Division.
| Stagione  | Finalisti      | Serie | Vincitori | Miglior Record in Regular Season | MVP Playoffs                 |
| 1975-1976 | Denver Nuggets | 2–4   | N.Y. Nets | Denver Nuggets (60-24)           | Julius Erving, New York Nets |

### Franchigie per numero di vittorie
| Franchigia              | Titoli vinti | Finali perse | Finali totali | Città squadra vincitrice              | Anni Titoli vinti | Anni Finali perse |
| Indiana Pacers          | 3            | 2            | 5             | 3 - Indianapolis (Indiana)            | 1970, 1972, 1973  | 1969, 1975        |
| N.Y. Nets               | 2            | 1            | 3             | 2 - Uniondale (Long Island, New York) | 1974, 1976        | 1972              |
| Kentucky Colonels       | 1            | 2            | 3             | 1 - Louisville (Kentucky)             | 1975              | 1971, 1973        |
| Utah Stars / L.A. Stars | 1            | 2            | 3             | 1 - Salt Lake City (Utah)             | 1971              | 1970, 1974        |
| Oakland Oaks            | 1            | 0            | 1             | 1 - Oakland (California)              | 1969              |                   |
| Pittsburgh Pipers       | 1            | 0            | 1             | 1 - Pittsburgh (Pennsylvania)         | 1968              |                   |
| Denver Nuggets          | 0            | 1            | 1             |                                       |                   | 1976              |
| N.O. Buccaneers         | 0            | 1            | 1             |                                       |                   | 1968              |

### Giocatori per numero di vittorie
| Titoli vinti | Nome            | Ruolo | Partite in ABA | Stagioni in ABA | Squadre campioni (stagioni)                   | Note   |
| ------------ | --------------- | ----- | -------------- | --------------- | --------------------------------------------- | ------ |
| 3            | Roger Brown     | SF    | 605            | 8               | Indiana Pacers (1970, 1972, 1973)             | [ 8 ]  |
| 3            | Mel Daniels     | C     | 628            | 8               | Indiana Pacers (1970, 1972, 1973)             | [ 9 ]  |
| 3            | Freddie Lewis   | PG/SG | 686            | 9               | Indiana Pacers (1970, 1972, 1973)             | [ 10 ] |
| 3            | Bill Keller     | PG/SG | 556            | 7               | Indiana Pacers (1970, 1972, 1973)             | [ 11 ] |
| 2            | Jim Eakins      | C/PF  | 652            | 8               | Oakland Oaks (1969) New York Nets (1976)      | [ 12 ] |
| 2            | Julius Erving   | SF    | 407            | 5               | New York Nets (1974, 1976)                    | [ 13 ] |
| 2            | Darnell Hillman | PF/C  | 395            | 5               | Indiana Pacers (1972, 1973)                   | [ 14 ] |
| 2            | Ted McClain     | SG/PG | 377            | 5               | Kentucky Colonels (1975) New York Nets (1976) | [ 15 ] |
| 2            | George McGinnis | PF/SF | 314            | 4               | Indiana Pacers (1972, 1973)                   | [ 16 ] |
| 2            | Bill Melchionni | PG    | 502            | 7               | New York Nets (1974, 1976)                    | [ 17 ] |
| 2            | Bob Netolicky   | PF/C  | 618            | 9               | Indiana Pacers (1970, 1972)                   | [ 18 ] |
| 2            | Brian Taylor    | PG    | 330            | 4               | New York Nets (1974, 1976)                    | [ 19 ] |
| 2            | John Williamson | SG    | 228            | 3               | New York Nets (1974, 1976)                    | [ 20 ] |

### Allenatori per numero di vittorie
| Titoli vinti | Nome           | Squadre campioni (stagioni)       | Partite        | Vinte          | Perse          | %              | Partite  | Vinte    | Perse    | %        | Note   |
|              |                |                                   | Regular Season | Regular Season | Regular Season | Regular Season | Playoffs | Playoffs | Playoffs | Playoffs |        |
| ------------ | -------------- | --------------------------------- | -------------- | -------------- | -------------- | -------------- | -------- | -------- | -------- | -------- | ------ |
| 3            | Slick Leonard  | Indiana Pacers (1970, 1972, 1973) | 657            | 387            | 270            | 58,9           | 116      | 69       | 47       | 59,5     | [ 21 ] |
| 2            | Kevin Loughery | New York Nets (1974, 1976)        | 252            | 168            | 84             | 66,7           | 32       | 21       | 11       | 65,6     | [ 22 ] |
| 1            | Hubie Brown    | Kentucky Colonels (1975)          | 168            | 104            | 64             | 61,9           | 25       | 17       | 8        | 68,0     | [ 23 ] |
| 1            | Vince Cazzetta | Pittsburgh Pipers (1968)          | 78             | 54             | 24             | 69,2           | 15       | 11       | 4        | 73,3     | [ 24 ] |
| 1            | Alex Hannum    | Oakland Oaks (1969)               | 330            | 178            | 152            | 53,9           | 28       | 16       | 12       | 57,1     | [ 25 ] |
| 1            | Bill Sharman   | Utah Stars (1971)                 | 246            | 133            | 113            | 54,1           | 35       | 22       | 13       | 62,9     | [ 26 ] |

## Leaders stagionali (Regular Season)
|  | Membro del Naismith Memorial Basketball Hall of Fame come giocatore  |
|  | Membro del Naismith Memorial Basketball Hall of Fame come allenatore |

### Migliori marcatori

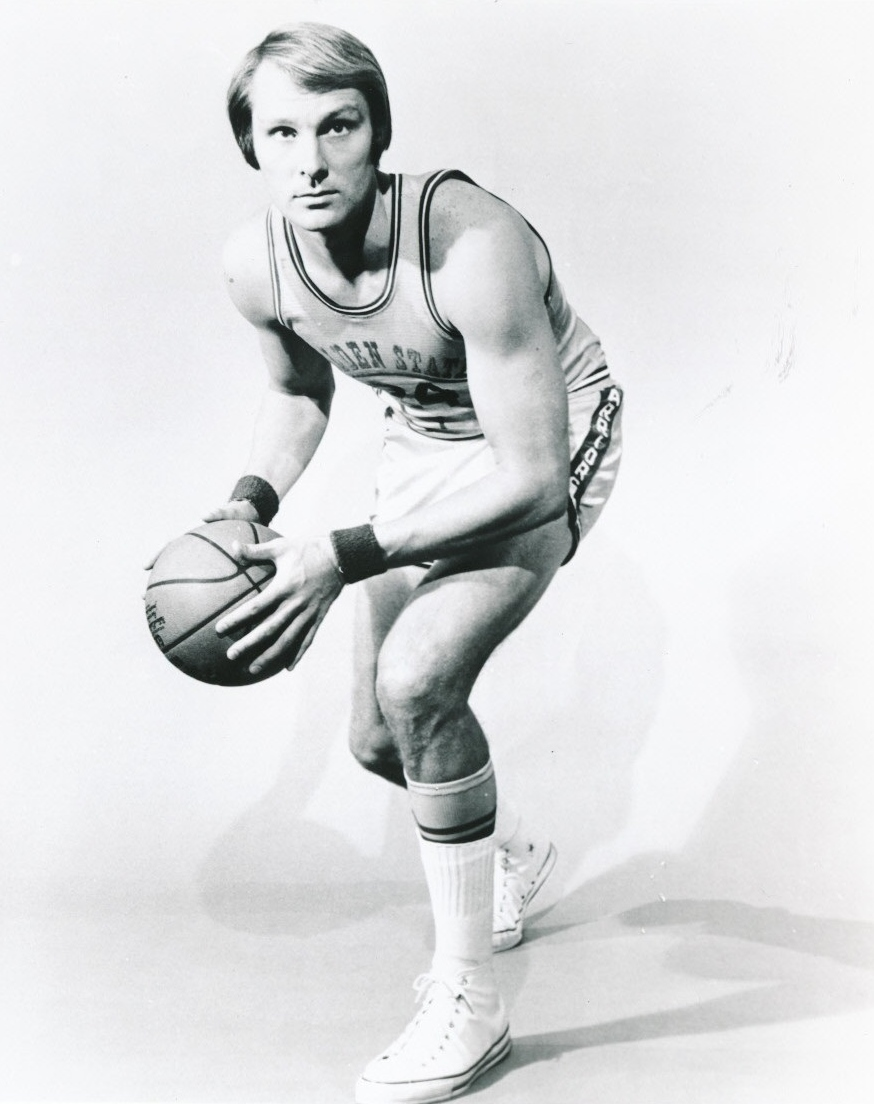
Rick Barry con la maglia degli Oakland Oaks

| Stagione | Giocatore         | Squadra           | Partite giocate | Punti | Punti a partita |
| -------- | ----------------- | ----------------- | --------------- | ----- | --------------- |
| 1967–68  | Connie Hawkins    | Pittsburgh Pipers | 70              | 1875  | 26.8            |
| 1968–69  | Rick Barry        | Oakland Oaks      | 35              | 1190  | 34.0            |
| 1969–70  | Spencer Haywood   | Denver Rockets    | 84              | 2519  | 30.0            |
| 1970–71  | Dan Issel         | Kentucky Colonels | 83              | 2480  | 29.9            |
| 1971–72  | Charlie Scott     | Virginia Squires  | 73              | 2524  | 34.6            |
| 1972–73  | Julius Erving     | Virginia Squires  | 71              | 2268  | 31.9            |
| 1973–74  | Julius Erving (2) | New York Nets     | 84              | 2299  | 27.4            |
| 1974–75  | George McGinnis   | Indiana Pacers    | 79              | 2353  | 29.8            |
| 1975–76  | Julius Erving (3) | New York Nets     | 84              | 2462  | 29.3            |

### Migliori rimbalzisti
| Stagione | Giocatore         | Squadra           | Partite giocate | Rimbalzi offensivi | Rimbalzi difensivi | Rimbalzi totali | Rimbalzi a partita |
| -------- | ----------------- | ----------------- | --------------- | ------------------ | ------------------ | --------------- | ------------------ |
| 1967–68  | Mel Daniels       | Minnesota Muskies | 78              | 502                | 711                | 1213            | 15.6               |
| 1968–69  | Mel Daniels (2)   | Indiana Pacers    | 76              | 383                | 873                | 1256            | 16.5               |
| 1969–70  | Spencer Haywood   | Denver Rockets    | 84              | 533                | 1104               | 1637            | 19.5               |
| 1970–71  | Mel Daniels (3)   | Indiana Pacers    | 82              | 394                | 1081               | 1475            | 18.0               |
| 1971–72  | Artis Gilmore     | Kentucky Colonels | 84              | 421                | 1070               | 1491            | 17.8               |
| 1972–73  | Artis Gilmore (2) | Kentucky Colonels | 84              | 449                | 1027               | 1476            | 17.6               |
| 1973–74  | Artis Gilmore (3) | Kentucky Colonels | 84              | 478                | 1060               | 1538            | 18.3               |
| 1974–75  | Swen Nater        | San Antonio Spurs | 78              | 369                | 910                | 1279            | 16.4               |
| 1975–76  | Artis Gilmore (4) | Kentucky Colonels | 84              | 402                | 901                | 1303            | 15.5               |

### Assists leaders
| Stagione | Giocatore           | Squadra                | Partite giocate | Assists | Assists a partita |
| -------- | ------------------- | ---------------------- | --------------- | ------- | ----------------- |
| 1967–68  | Larry Brown         | New Orleans Buccaneers | 78              | 506     | 6.5               |
| 1968–69  | Larry Brown (2)     | Oakland Oaks           | 77              | 544     | 7.1               |
| 1969–70  | Larry Brown (3)     | Washington Caps        | 82              | 580     | 7.1               |
| 1970–71  | Bill Melchionni     | New York Nets          | 81              | 672     | 8.3               |
| 1971–72  | Bill Melchionni (2) | New York Nets          | 80              | 669     | 8.4               |
| 1972–73  | Bill Melchionni (3) | New York Nets          | 61              | 453     | 7.4               |
| 1973–74  | Al Smith            | Denver Rockets         | 76              | 619     | 8.1               |
| 1974–75  | Mack Calvin         | Denver Nuggets         | 74              | 570     | 7.7               |
| 1975–76  | Don Buse            | Indiana Pacers         | 84              | 689     | 8.2               |

### Leaders palle rubate
| Stagione | Giocatore    | Squadra          | Partite giocate | Palle rubate | Palle rubate a partita |
| -------- | ------------ | ---------------- | --------------- | ------------ | ---------------------- |
| 1972–73  | Fatty Taylor | Virginia Squires | 78              | 210          | 2.69                   |
| 1973–74  | Ted McClain  | Denver Rockets   | 84              | 250          | 2.98                   |
| 1974–75  | Brian Taylor | New York Nets    | 79              | 221          | 2.80                   |
| 1975–76  | Don Buse     | Indiana Pacers   | 84              | 346          | 4.12                   |

### Migliori stoppatori
| Stagione | Giocatore          | Squadra                 | Partite giocate | Stoppate | Stoppate a partita |
| -------- | ------------------ | ----------------------- | --------------- | -------- | ------------------ |
| 1971–72  | Artis Gilmore      | Kentucky Colonels       | 84              | 422      | 5.02               |
| 1972–73  | Artis Gilmore (2)  | Kentucky Colonels       | 84              | 259      | 3.08               |
| 1973–74  | Caldwell Jones     | San Diego Conquistadors | 79              | 316      | 4.00               |
| 1974–75  | Caldwell Jones (2) | San Diego Conquistadors | 76              | 246      | 3.24               |
| 1975–76  | Billy Paultz       | San Antonio Spurs       | 83              | 253      | 3.05               |

### Migliori tiratori da tre punti
| Stagione | Giocatore         | Squadra                 | Tiri da tre realizzati | Tiri da tre tentati | Percentuali Tiro da tre (%) |
| -------- | ----------------- | ----------------------- | ---------------------- | ------------------- | --------------------------- |
| 1967–68  | Steve Jones       | Oakland Oaks            | 23                     | 54                  | 42,6                        |
| 1968–69  | Darel Carrier     | Kentucky Colonels       | 125                    | 330                 | 37,9                        |
| 1969–70  | Darel Carrier (2) | Kentucky Colonels       | 105                    | 280                 | 37,5                        |
| 1970–71  | George Lehmann    | Carolina Cougars        | 154                    | 382                 | 40,3                        |
| 1971–72  | Red Robbins       | Utah Stars              | 29                     | 71                  | 40,8                        |
| 1972–73  | Simmie Hill       | San Diego Conquistadors | 27                     | 69                  | 39,1                        |
| 1973–74  | Louie Dampier     | Kentucky Colonels       | 48                     | 124                 | 38,7                        |
| 1974–75  | Billy Shepherd    | Memphis Sounds          | 60                     | 143                 | 42,0                        |
| 1975–76  | Brian Taylor      | New York Nets           | 32                     | 76                  | 42,1                        |

## Record

### Record realizzati in carriera in ABA
- Punti:

1. Louie Dampier (1967–1976) 13.726
2. Dan Issel (1970–1976) 12.823
3. Ron Boone (1968–1976) 12.153
4. Mel Daniels (1967–1975) 11.739
5. Julius Erving (1971–1976) 11.662

- Rimbalzi

1. Mel Daniels (1967–1975) 9.494
2. Artis Gilmore (1971–1976) 7.169
3. Gerald Govan (1967–1976) 7.119
4. Red Robbins (1967–1975) 6.155
5. Bob Netolicky (1967–1976) 5.518

- Assist

1. Louie Dampier (1967–1976) 4.044
2. Mack Calvin (1969–1976) 3.067
3. Bill Melchionni (1969–1976) 3.044
4. Freddie Lewis (1967–1976) 2.883
5. Jimmy Jones (1967–1974) 2.786

- Palle rubate

1. Fatty Taylor (1969–1976) 803
2. Julius Erving (1971–1976) 764
3. Don Buse (1972–1976) 658
4. Ted McClain (1971-1976) 638
5. Ralph Simpson (1970–1976) 549

- Stoppate

1. Artis Gilmore (1971–1976) 1.431
2. Caldwell Jones (1973–1976) 780
3. Billy Paultz (1970–1976) 751
4. Julius Erving (1971–1976) 648
5. Darnell Hillman (1971–1976) 505

- Tiro da 3 punti

1. Louie Dampier (1967–1976) 794
2. Bill Keller (1969–1976) 506
3. Glen Combs (1968-1975) 503
4. George Lehmann (1969–1973) 409
5. Darel Carrier (1967–1973) 398

### Record in una singola partita di Regular Season ABA
- Punti: 67 Larry Miller (18 Marzo 1972)
- Rimbalzi Totali: 40 Artis Gilmore (3 Febbraio 1974)
- Rimbalzi Difensivi: 34 Artis Gilmore (3 Febbraio 1974)
- Rimbalzi Offensivi: 18 Tim Bassett (15 Marzo 1974)
- Assist: 23 Larry Brown (20 Febbraio 1972)
- Palle rubate: 12 Ted McClain (26 Dicembre 1973)
- Stoppate: 14 Artis Gilmore (27 Ottobre 1971)
- Tiri da 3 punti segnati: 10 Les Selvage (15 Febbraio 1968)
- Tiri liberi segnati: 24 Tony Jackson (27 Novembre 1967) - 24 George Thompson (14 Ottobre 1972)

### Record in una singola partita di Playoff ABA
- Punti: 53 Roger Brown (19 Maggio 1970) - 53 Julius Erving (4 Aprile 1972)
- Rimbalzi Totali: 35 Trooper Washington (6 Aprile 1968)
- Rimbalzi Difensivi: 24 Spencer Haywood (30 Aprile 1970)
- Rimbalzi Offensivi: 17 Trooper Washington (6 Aprile 1968)
- Assist: 18 Louie Dampier (10 Aprile 1971)
- Palle rubate: 7 Mack Calvin (30 Aprile 1975)
- Stoppate: 17 Craig Raymond (17 Aprile 1970) (non ufficiale) - 9 Artis Gilmore (12 Aprile 1976) (ufficiale)
- Tiri da 3 punti segnati: 9 Bill Keller (1º Aprile 1974)
- Tiri liberi segnati: 18 Dan Issel (15 Aprile 1971)

## Novità e innovazioni introdotte in ABA
(Billy Cunningham)
La ABA si distinse dalla sua controparte per uno stile di gioco con una velocità maggiore, più aggressivo ed offensivo, insieme ad alcune regole leggermente diverse (per esempio i 30 secondi per concludere l'azione, invece dei 24 della NBA: si passò ai 24 secondi durante l'ultima stagione 1975-1976). Inoltre venne introdotto l'arco del tiro da tre punti, sperimentato in precedenza nella ABL ad una distanza maggiore, posto in ABA a 7,25 metri (23 feet, 9 inches) che verrà riproposto identico in NBA solo a partire dalla stagione 1979-1980, così come lo shootaround ovvero una sessione di tiro prepartita di riscaldamento per scaricare la tensione introdotto da Bill Sharman e utilizzato in ABA prima dai Los Angeles Stars/Utah Stars per poi venire in seguito usato da tutte le squadre.
Bill Sharman introdusse per primo anche l'uso dei filmati nelle analisi delle partite e delle giocate individuali, oltre a uno scouting molto approfondito delle squadre e dei giocatori avversari.
Proprio il tiro da 3 punti rivoluzionerà il modo di attaccare e di difendere nella pallacanestro, costringendo le difese ad allargarsi e creando spazio in mezzo anche per giocatori meno dotati fisicamente, rendendo così il gioco più spettacolare ed imprevedibile. Inoltre le difese usavano tattiche come il pressing e il trapping all'epoca praticamente non esistenti in NBA e che nei decenni successivi si diffonderanno capillarmente portato dagli allenatori provenienti dall'ABA.
Larry Brown per primo tra i professionisti introdusse con i Carolina Cougars la cosiddetta Run-and-Jump defense, oltre ad implementare in attacco un sistema di passing-game offense.
Dalla stagione 1973-1974 inoltre venne introdotta la nuova regola che prevedeva che qualsiasi giocatore poteva restare in campo a prescindere dal numero di falli che avesse commesso, ma per ogni ulteriore fallo dopo il sesto, alla squadra avversaria veniva concesso un tiro libero oltre a mantenere il possesso della palla.
L'ABA si caratterizzava inoltre per l'utilizzo di un pallone a spicchi colorati di rosso, bianco e blu invece del tradizionale arancione dell'NBA, e poteva vantare franchigie "regionali" come i Virginia Squires, i Carolina Cougars e i Floridians che disputavano le proprie partite casalinghe in diverse città e arene nello stesso stato.
Lo stile "a ruota libera" della ABA molto fece molta presa sui fan, con squadre come Nets, Pacers, Colonels, Spurs, Nuggets, e Stars che soprattutto nelle ultime stagioni fecero registrare un maggior numero di spettatori a partita rispetto alla maggior parte delle squadre NBA (ad eccezione di Lakers, Knicks, Celtics oltre a SuperSonics e Bucks) ma la mancanza di un contratto televisivo nazionale portava molte squadre a non riuscire a coprire gli alti costi e le continue perdite finanziarie, come invece riuscivano a fare in NBA soprattutto grazie alle entrate derivanti dalla vendita dei diritti televisivi ai grandi network nazionali prima alla ABC (1965-1973) e poi alla CBS (1973-1990), e alla visibilità derivante da essa.
Dal 1970 la CBS trasmetteva gli ABA All-Star Game e i migliori incontri dei playoff, e da tempo sarebbe stata interessata a trasmettere una eventuale finale da disputare annualmente fra la squadra campione NBA contro la squadra campione ABA, cosa che però non si realizzò mai per il diniego delle squadre NBA; il contratto precedente con la CBS fu risolto dalla stagione 1973/1974 quando il network sottoscrisse un contratto per la trasmissione delle partite NBA.
Anche la HBO trasmise diverse partite ABA a partire dal 1975 tra cui le Finals 1976, inoltre fu firmato un contratto con la NBC che in caso di arrivo a gara 7 fra Nets e Nuggets avrebbe garantito la trasmissione in diretta nazionale della partita.
Nel 1975 il commissioner Tedd Munchak dava per fatto un accordo per la trasmissione delle partite ABA proprio con la NBC che si pensava avrebbe risollevato le sorti finanziarie della lega, salvo poi non concretizzarsi in quanto l'emittente considerava le franchigie ABA aventi un mercato troppo limitato e decidendo di investire nella trasmissione del college basketball NCAA e del March Madness.
Nel 1976, nel suo ultimo anno di esistenza prima della fusione, l'ABA introdusse ufficialmente il primo Slam Dunk Contest durante l'ABA All Star Game 1976: parteciparono Artis Gilmore, George Gervin, David Thompson, Larry Kenon, e Julius Erving; quest'ultimo vinse con una serie di schiacciate molto spettacolari, tra cui è rimasta iconica la famosa schiacciata staccando dalla linea dei tiri liberi.
Inoltre l'ABA, che aveva regole simili all'NBA sul divieto di selezionare al Draft giocatori che non avessero ancora completato i 4 anni di college, decise per mano del Commissioner di permettere agli underclass dei college di entrare nella lega con un'esenzione in caso di difficili condizioni economiche e/o familiari; con questa mossa l'ABA riuscì ad assicurarsi grandi giovani talenti che aumentarono ulteriormente il livello qualitativo della lega: nel 1969 i Denver Rockets firmarono Spencer Haywood e nel 1970 Ralph Simpson, gli Indiana Pacers George McGinnis, i Virginia Squires Julius Erving e nel 1972 George Gervin, i New York Nets Jim Chones e nel 1974 gli Utah Stars Moses Malone (direttamente dall'high school).
Questa regola a seguito della sentenza della Corte Suprema verrà applicata successivamente anche in NBA e prenderà il nome di Spencer Haywood Hardship Rule.
Negli anni successivi verrà ampliata l'esenzione non solo alle difficili condizioni economiche e familiari, ma anche ai risultati scolastici.
L'ABA portò innovazioni anche dal punto della rilevazione statistica, già a partire dalla prima stagione 1967-1968, iniziando a inserire nei tabellino delle partite nuove voci: le stoppate, le palle rubate, le palle perse, i tiri da 3 realizzati, i tiri da 3 tentati e distinguendo i rimbalzi tra quelli difensivi e quelli offensivi, oltre che i rimbalzi di squadra registrati fino ad allora solamente in NCAA.
L'NBA inizierà a registrare queste statistiche nello stesso modo solo a partire dalla stagione 1973-1974 per quanto riguarda i rimbalzi difensivi e offensivi, le palle rubate e le stoppate, e dopo la fusione, dalla stagione 1977-1978 per quanto riguarda le palle perse, e dal 1979-1980 per il tiro da 3 punti appena implementato.

## Fusione tra ABA e NBA
Ci furono discussioni sulla possibile fusione fra ABA e NBA già a partire dal 1970, e si arrivò ad un accordo ratificato dall'NBA nel Maggio 1971 che prevedeva che dieci squadre ABA sarebbero entrate in NBA (esclusi i Virginia Squires troppo vicini al territorio dei Baltimore Bullets), in cambio l'ABA avrebbe ritirato tutte le cause legali e antitrust contro l'NBA, corrispondendo inoltre per ogni squadra ammessa 1,25 milioni di dollari nell'arco di dieci anni.
Una sentenza della Congresso sulla causa portata avanti da Oscar Robertson, presidente del sindacato giocatori NBA, sulla possibilità per un giocatore di diventare free agent e contro fusioni che violassero le leggi sulla concorrenza a discapito dei compensi dei giocatori, bloccò la fusione fino al 1976.

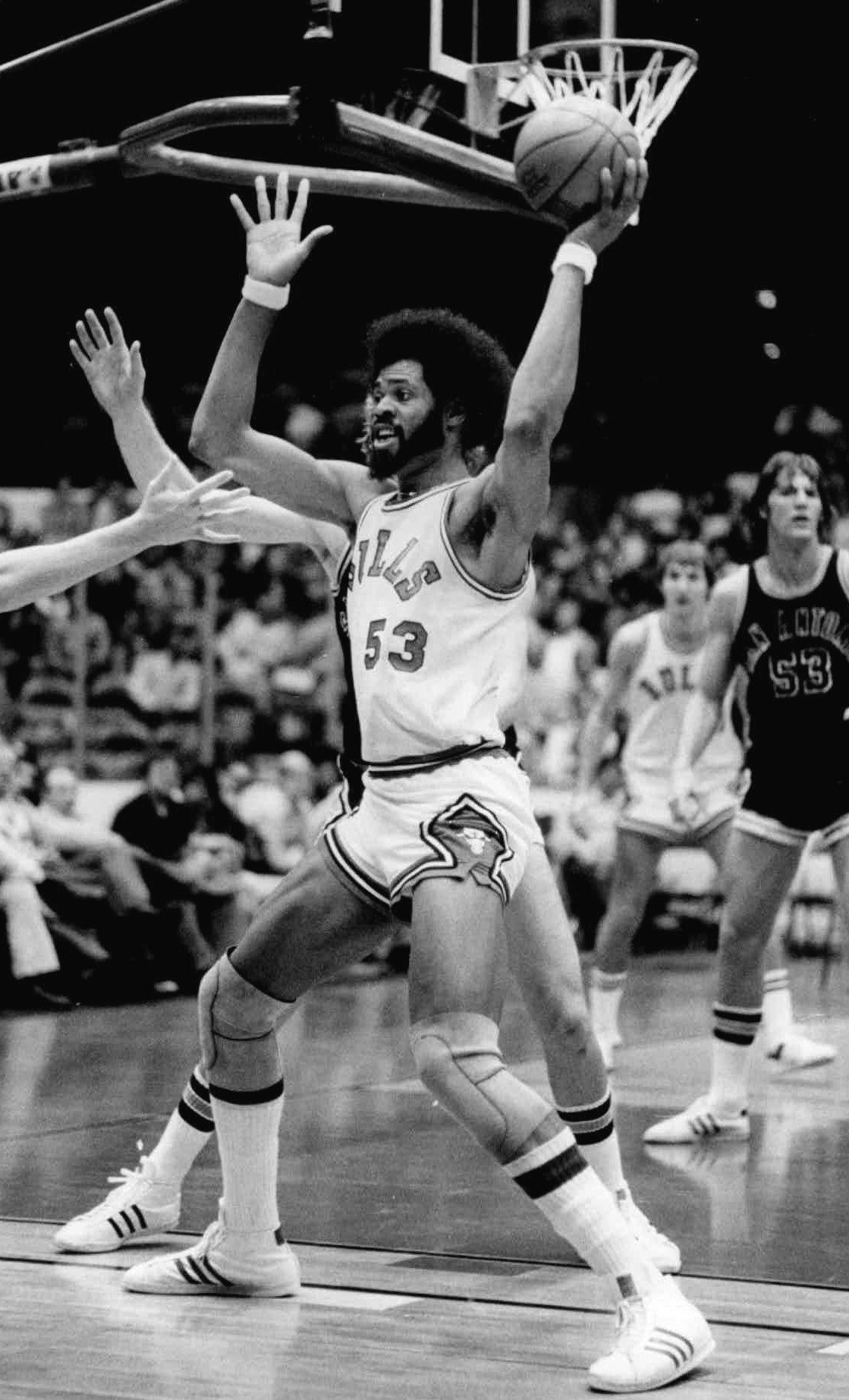
Artis Gilmore, stella dei Kentucky Colonels, selezionato dai Chicago Bulls come prima scelta nell'ABA dispersal draft del 1976

L'ABA continuò ad esistere fino al 1976 quando ci fu una parziale fusione tra le due leghe. A differenza di quanto pattuito precedentemente, fu stabilito da accordi fra le parti che solo quattro team dell'ABA sarebbero state assorbite dalla NBA: i New York Nets (gli odierni Brooklyn Nets) a Est nella Atlantic Division, i San Antonio Spurs ad Est nella Central Division, i Denver Nuggets e gli Indiana Pacers ad Ovest nella Midwest Division. Altre due franchigie, ovvero i Kentucky Colonels e gli Spirits of St. Louis, che avrebbero dovuto far parte dell'NBA negli accordi di fusione, furono sciolte dietro il pagamento di un corrispettivo ai proprietari delle due società, mentre una terza squadra, i Virginia Squires, venne sciolta un mese dopo aver terminato la stagione poco prima della fusione, non ottenendo neanche una compensazione economica come invece accadde per le altre franchigie.
Il proprietario dei Kentucky Colonels John Y. Brown Jr. ricevette un buyout di 3 milioni di dollari che utilizzò per comprare i Buffalo Braves in NBA (franchigia che poi nel 1978 scambiò con Irv Levin diventando proprietario dei Boston Celtics), mentre i proprietari dei Spirits of St. Louis oltre a un pagamento di 2,2 milioni di dollari negoziarono una percentuale sui futuri diritti televisivi delle quattro nuove squadre NBA indeterminatamente, per un ammontare pari a un settimo del totale: in quattro decadi questo accordo fruttò, a causa dell'aumento vertiginoso dei ricavi televisivi soprattutto dagli anni '80 in poi, circa 300 milioni di dollari, e solo nel 2014 si arriverà ad un accordo fra le parti per far cessare gli effetti di questo contratto dietro al pagamento anticipato di ulteriori 500 milioni di dollari, per un totale di 800 milioni complessivi.
Come parte dell'accordo della fusione, alle quattro squadre ammesse in NBA non fu permesso partecipare al Draft 1976, mentre i giocatori delle squadre appena sciolte di Kentucky Colonels e Spirits of St. Louis vennero resi disponibili ad essere messi sotto contratto dalle altre squadre NBA attraverso un Dispersal Draft.
Nel Dispersal draft da ricordare Artis Gilmore che finì ai Chicago Bulls, Maurice Lucas ai Portland Trail Blazers e Moses Malone che venne scambiato da Portland prima ai Buffalo Braves e poi agli Houston Rockets.
Le nuove quattro squadre provenienti dall'ABA vennero trattate più come se provenissero da un'espansione della lega piuttosto che attraverso una fusione e dovettero pagare ognuna una tassa di 3,2 milioni di dollari all'NBA entro il 15 settembre 1976, oltre al non poter partecipare alla distribuzione dei diritti televisivi per i primi 3 anni.
La fusione fu particolarmente dura per i New York Nets campioni in carica che, oltre al pagamento della tassa, furono costretti a pagare ai New York Knicks 4,3 milioni di Dollari per aver "invaso" il loro mercato newyorkese (oltre alla non concessione all'uso del Madison Square Garden); i Nets proposero ai Knicks Julius Erving in cambio del pagamento della "tassa territoriale", ma a seguito del loro rifiuto i Nets furono costretti per far fronte ai pagamenti a vendere Doctor J. ai Philadelphia 76ers per 3 milioni di dollari ad un mese dall'inizio della nuova stagione. (Quando i Nets si sposteranno a giocare nel New Jersey prima della stagione 1977-1978 i Knicks otterranno dai Nets il pagamento di ulteriori 4 milioni di dollari per presunti diritti di esclusività vantati dai Knicks anche in questo stato, nonostante il ricorso presentato dai Nets per la violazione delle leggi antitrust).

## Partite ABA vs. NBA e risultati giocatori/squadre ABA nell'NBA post-fusione
Già nel 1971 quando si pensava che una fusione fra le due leghe fosse imminente, vennero organizzate dalle organizzazioni dei giocatori degli incontri fra giocatori e squadre dell'NBA e dell'ABA, che l'NBA cercò di boicottare arrivando nel caso della seconda partita a minacciare di sospendere e/o multare chi vi avesse preso parte.
Il 28 maggio 1971 si svolse la prima delle due partite conosciute come NBA-ABA All-Star Game (oppure Supergame I), ovvero un All-Star Game interlega fra i migliori giocatori delle due leghe professionistiche americane: la prima si svolse allo Houston Astrodome davanti a 16.364 spettatori e vide la vittoria della squadra NBA allenata da Bill Russell per 125 a 120, in un match molto combattuto svolto giocando per un tempo con le regole NBA e per l'altro con le regole ABA.
Il 25 maggio 1972 si disputò la seconda e ultima partita degli NBA-ABA All-Star Game (chiamata anche Supergame II) giocata al Nassau Coliseum davanti a 14.086 spettatori, e vide ancora la vittoria della squadra NBA (che schierava giocatori come Wilt Chamberlain e Oscar Robertson) per 106 a 104, e dove furono decisivi come nella prima gara la differenza di tiri liberi tirati dalle due squadre, fischiati dagli arbitri NBA: 70 a 45 nella prima partita e 47 a 32 nella seconda.

Dal 21 settembre 1971 s'iniziarono a disputare anche incontri di preaseason fra tutte le squadre delle due leghe (non parteciparono solo i Los Angeles Lakers e i Cleveland Cavaliers), il primo dei quali fu vinto dai Milwaukee Bucks di Kareem Abdul-Jabbar contro i Dallas Chaparrals di John Beasley per 106 a 103. Questi incontri, per quanto fossero match di esibizione, vennero descritti come sfide molto intense e combattute.
Se le partite di preseason disputate nel 1972 e nel 1973 furono vinte in maggior parte dalle squadre NBA, nelle stagioni successive la situazione cambiò completamente: nel 1973 le vittorie furono 15 a 10 per le squadre ABA, nel 1974 16 a 7 e nel 1975 31 a 17, per un totale complessivo di 79 partite vinte da squadre ABA contro 76 vinte da squadre NBA; da ricordare il match dell'8 Ottobre 1975 fra i campioni ABA 1975 dei Kentucky Colonels contro i campioni NBA dei Golden State Warriors che fu vinta dalla squadra ABA per 93 a 90, oppure il match al Madison Square Garden del 2 Ottobre 1973 con 17.226 spettatori presenti fra i New York Knicks campioni in carica NBA contro i New York Nets del neoarrivato Julius Erving vinta dai Nets 97 a 87.

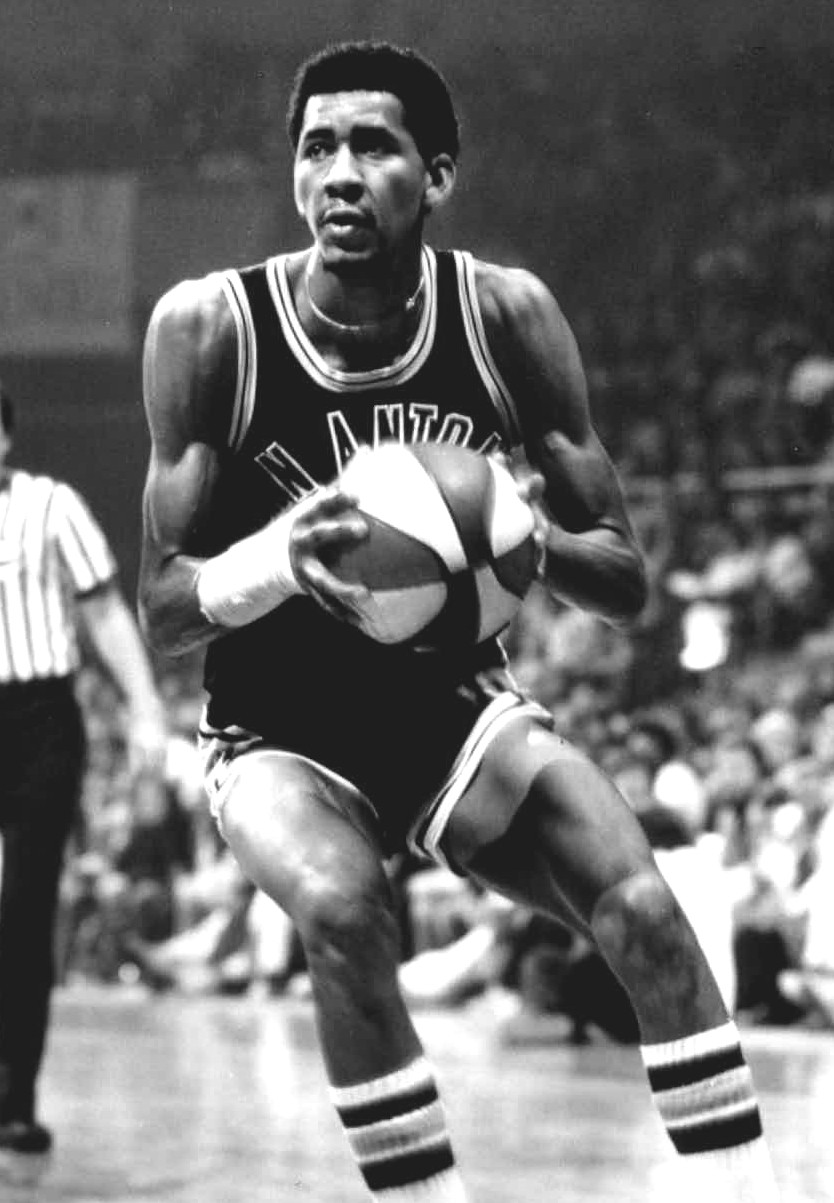
George Gervin, "The Iceman", ha giocato per 12 stagioni con la maglia dei San Antonio Spurs tra ABA e NBA

Nelle prime NBA Finals post-fusione giocate tra i Philadelphia 76ers e i Portland Trail Blazers, 5 dei 10 giocatori dei due quintetti provenivano dall'ABA: Julius Erving, Caldwell Jones, George McGinnis, Dave Twardzik e Maurice Lucas.
Nel primo NBA All-Star Game dopo la fusione 10 dei 24 giocatori presenti erano ex giocatori ABA, e l'MVP dell'incontro fu Julius Erving.
Degli 84 giocatori presenti in ABA prima della fusione, 63 giocarono nella stagione NBA 1976-1977 e 5 dei migliori 10 marcatori venivano dall'ABA: Billy Knight, David Thompson, Julius Erving, Ron Boone e George Gervin ed altri erano fra i primi 20 come: Dan Issel, Larry Kenon, George McGinnis, Maurice Lucas.
Nella classifica per l'MVP NBA 1976-1977, 7 dei primi 12 classificati provenivano dall'ABA: Julius Erving, Moses Malone, David Thompson, Maurice Lucas, Artis Gilmore, George Gervin e George McGinnis, e nella stagione successiva 5 dei primi 10.
Nella stagione NBA 1976-1977 Don Buse fu il leader in NBA sia per gli assist che per le palle rubate, mentre Moses Malone e Artis Gilmore finirono rispettivamente terzo e quarto per i rimbalzi e ancora sia Artis Gilmore che Caldwell Jones furono fra i 5 migliori stoppatori della lega; Tom Nissalke venne eletto allenatore dell'anno 1976-1977 e la stagione successiva Hubie Brown.
Negli anni verranno inseriti negli All-NBA Team: Moses Malone 8 volte, Julius Erving 7, George Gervin 7, Spencer Haywood 4, David Thompson 2, George McGinnis 2, Maurice Lucas e Dan Roundfield 1, mentre negli NBA All-Defensive Team: Bobby Jones 9 volte, Dan Roundfield 5, Don Buse 4, Moses Malone 2, Maurice Lucas 2, Caldwell Jones 2, Artis Gilmore, Brian Taylor e M.L. Carr 1.
Problemi economici gravarono sulla competitività dei Nets e dei Pacers negli anni successivi, e per la squadra di New York campione in carica ABA soprattutto la perdita del suo miglior giocatore, mentre i San Antonio Spurs e i Denver Nuggets, guidati rispettivamente dai coach Doug Moe e Larry Brown, si mostrarono subito competitivi ai massimi livelli in NBA: I Nuggets (finalisti nell'ultima stagione ABA) chiusero la prima stagione regolare con un record 50-32 vincendo la propria Division, e al secondo posto dietro solo ai Los Angeles Lakers a Ovest (mentre a Est il record migliore fu dei Philadelphia 76ers guidati a loro volta dagli ex pluricampioni ABA Julius Erving e George McGinnis) uscendo ai playoff dopo 6 partite contro i futuri campioni dei Portland Trail Blazers di Bill Walton e Maurice Lucas nelle semifinali di Western Conference.
I San Antonio Spurs si qualificarono subito per i playoff, e vinsero 5 titoli di Division in 6 anni, con 7 partecipazioni consecutive ai playoff (nelle prime 3 stagioni nella Eastern Conference e poi nella Western Conference) con 3 partecipazioni alle finali di Conference, guidati da George Gervin che sarà per tre volte di fila miglior realizzatore NBA e per 5 volte consecutive miglior marcatore NBA nella postseason.
I San Antonio Spurs diventeranno una delle franchigie più vincenti dell'NBA con 5 titoli e con la più alta percentuale di sempre vittorie-sconfitte di tutta l'NBA della regular season (.603) e la 5ª più alta nei playoff (.555), oltre alla più lunga striscia di apparizioni consecutive di sempre nei Playoff, 22 volte di fila dal 1998 al 2019.
Nella prima stagione in NBA i due migliori attacchi della lega sono stati i San Antonio Spurs (115,0 punti di media a partita) allenati da Doug Moe e i Denver Nuggets (112,6 punti di media a partita) allenati da Larry Brown, e nelle successive 8 stagioni per 7 volte la squadra con il miglior attacco in NBA sarà una di queste due squadre: per 7 anni consecutivamente, 2 volte San Antonio (1978-1979 e 1979-1980) e Denver (dal 1980 al 1985); in tutti e 8 le stagioni la squadra con il miglior attacco aveva in panchina Doug Moe prima allenatore della squadra texana e poi alla guida dei Nuggets (arriverà a 9 nella stagione 1987-1988, record assoluto per un allenatore nella storia NBA).
La prima NBA Finals giocata da un ex-squadra ABA sarà quella giocata e vinta dai San Antonio Spurs nel 1999 contro i New York Knicks, mentre la prima finale fra ex-squadre ABA sarà quella del 2003 vinta ancora dagli Spurs contro i New Jersey Nets per 4 a 2 (questi ultimi l'anno prima avevano perso la loro prima finale contro i Los Angeles Lakers).
I San Antonio Spurs, che non avevano mai neanche disputato una finale in ABA, sono stati a lungo l'unica squadra proveniente dall'ABA ad aver vinto almeno un titolo NBA, fino al 2023 quando i Denver Nuggets, alla loro prima apparizione alle finali NBA, vinsero il titolo sconfiggendo in finale i Miami Heat per 4 gare a 1, mentre i Nets e gli Indiana Pacers hanno giocato due finali a testa (i Pacers nel 2000 vennero sconfitti anch'essi dai Lakers e nel 2025 sconfitti dagli Oklahoma City Thunder).
L'NBA non riconobbe le statistiche delle squadre e dei giocatori ABA nel conteggio ufficiale della lega, compresi i titoli vinti, e tuttora continua a non tenerne conto anche a discapito di giocatori che hanno fatto la storia del basket anche in NBA come Julius Erving, Moses Malone, Rick Barry, Artis Gilmore, Dan Issel, George Gervin, Billy Cunningham e tanti altri.
In passato, in alcuni casi, l'NBA invece aveva riconosciuto indirettamente le statistiche ABA, come per esempio il 17 Aprile 1987 nel caso del raggiungimento dei 30.000 punti segnati in carriera da Julius Erving tra ABA e NBA.

## Persone importanti

### Principali giocatori
- Bird Averitt
- Marvin Barnes
- John Barnhill
- Mike Barrett
- Rick Barry
- John Beasley
- Zelmo Beaty
- Byron Beck
- Art Becker
- Ron Boone
- Gary Bradds
- John Brisker
- Larry Brown
- Roger Brown
- Don Buse
- Joe Caldwell
- Mack Calvin
- Larry Cannon
- M.L. Carr
- Darel Carrier
- George Carter
- Don Chaney
- Jim Chones
- Glen Combs
- Billy Cunningham
- Louie Dampier
- Mel Daniels
- Warren Davis
- Randy Denton
- Mike D'Antoni
- Jim Eakins
- Julius Erving
- Donnie Freeman
- Mike Gale
- Gus Gerard
- George Gervin
- Artis Gilmore
- Gerald Govan
- Travis Grant
- Mike Green
- Cliff Hagan
- Julian Hammond
- Ira Harge
- Jerry Harkness
- Connie Hawkins
- Spencer Haywood
- Art Heyman
- Wayne Hightower
- Darnell Hillman
- Les Hunter
- George Irvine
- Dan Issel
- Warren Jabali
- Mervin Jackson
- Tony Jackson
- Gus Johnson
- Stew Johnson
- Bobby Jones
- Caldwell Jones
- Jimmy Jones
- Larry Jones
- Rich Jones
- Wil Jones
- Steve Jones
- George Karl
- Billy Keller
- Larry Kenon
- Julius Keye
- Billy Knight
- Wendell Ladner
- Bo Lamar
- Manny Leaks
- George Lehmann
- Freddie Lewis
- Mike Lewis
- Goose Ligon
- Maurice Lucas
- Randy Mahaffey
- Moses Malone
- Ted McClain
- Jim McDaniels
- George McGinnis
- Bill Melchionni
- Larry Miller
- Doug Moe
- Gene Moore
- Jackie Moreland
- Rick Mount
- Willie Murrell
- Swen Nater
- Bob Netolicky
- Johnny Neumann
- Mark Olberding
- Tom Owens
- Billy Paultz
- Cincy Powell
- Craig Raymond
- Red Robbins
- Flynn Robinson
- Dave Robisch
- John Roche
- Dan Roundfield
- Charlie Scott
- Ray Scott
- Les Selvage
- Don Sidle
- James Silas
- Walt Simon
- Ralph Simpson
- Al Smith
- Willie Somerset
- George Stone
- Skeeter Swift
- Levern Tart
- Brian Taylor
- Fatty Taylor
- David Thompson
- George Thompson
- Skip Thoren
- Dave Twardzik
- Chico Vaughn
- Bob Verga
- Trooper Washington
- Marvin Webster
- Charlie Williams
- Chuck Williams
- John Williamson
- Willie Wise

### Principali allenatori
- LaDell Andersen
- Bob Bass
- Al Bianchi
- Joe Belmont
- Hubie Brown
- Larry Brown
- Lou Carnesecca
- Vince Cazzetta
- Wilt Chamberlain
- Cliff Hagan
- Alex Hannum
- Buddy Jeannette
- K. C. Jones
- Slick Leonard
- Kevin Loughery
- Bob MacKinnon
- Slater Martin
- Babe McCarthy
- John McLendon
- Jack McMahon
- Vern Mikkelsen
- Joe Mullaney
- Tom Nissalke
- Jim Pollard
- Gene Rhodes
- Bill Sharman
- Rod Thorn

### Commissioners
- George Mikan (1967–1969)

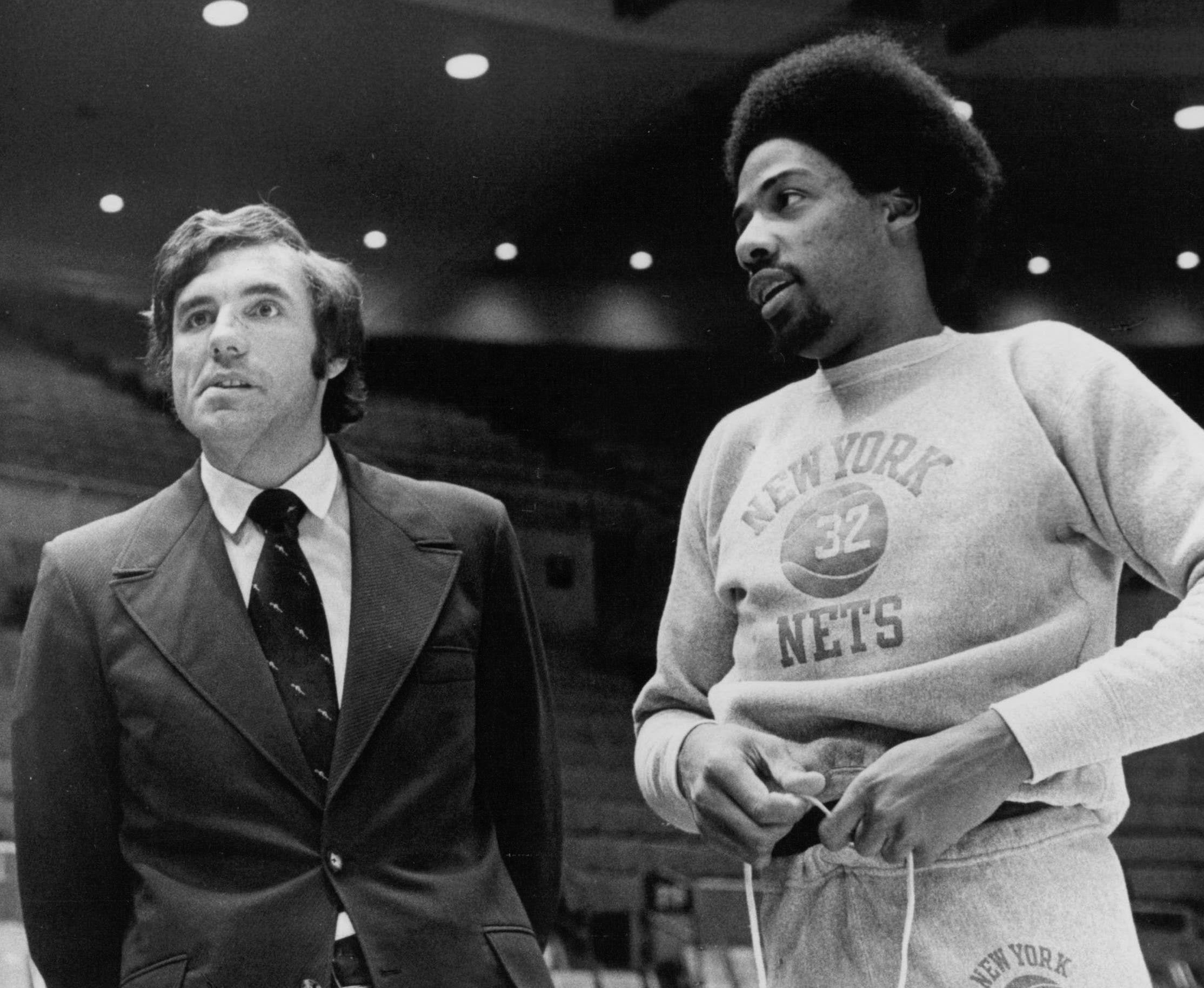
L'ultimo Commissioner ABA Dave DeBusschere con Julius Erving

- James Carson Gardner (1969) (ad interim)
- Jack Dolph (1969–1972)
- Bob Carlson (1972–1973)
- Mike Storen (1973–1974)
- Tedd Munchak (1974–1975)
- Dave DeBusschere (1975–1976)

George Mikan, leggenda del basket statunitense, che da giocatore aveva innovato la pallacanestro dominando nel ruolo di centro con invenzioni come il gancio, e che aveva costretto a modificare molte regole del gioco per limitarne lo strapotere, fu il primo Commissioner dell'ABA e introdusse da subito con entusiasmo l'idea del tiro da tre punti per rendere il gioco più spettacolare e offensivo, restò in carica dal 1967 al 1969, quando si dimise.
Dave DeBusschere nel 1975 divenne l'ultimo Commissioner ABA e facilitò, come avevano fatto i suoi predecessori, la fusione tra ABA e NBA avvenuta nell'estate 1976.

## Premi annuali e onorificenze
- ABA Most Valuable Player Award
- ABA Playoffs Most Valuable Player
- ABA All-Defensive Team
- All-ABA Team
- ABA Rookie of the Year Award
- ABA All-Rookie Team
- ABA Coach of the Year Award
- ABA Executive of the Year Award
- ABA All-Time Team